# RC Bègles XIII
 (mars 2023).
Si vous disposez d'ouvrages ou d'articles de référence ou si vous connaissez des sites web de qualité traitant du thème abordé ici, merci de compléter l'article en donnant les références utiles à sa vérifiabilité et en les liant à la section « Notes et références ».
Maillots
Le RC Bègles XIII est un club de rugby à XIII, dont la section féminine dispute, en 2023, la « poule haute » du championnat de France (équivalent d'une première division). La section masculine évolue en quatrième division du championnat de France de rugby à XIII
Le club est basé à Bègles en Gironde, en région Nouvelle-Aquitaine. Les matchs à domicile se jouent au stade du Dorat.

## Histoire
Le club est créé en 1978. Il connait des périodes successives d'activité et de mise en sommeil. Ainsi après les bons résultats du début des années 2010, il se met en sommeil en 2018. De 2019 à 2022, le club annonce cependant que « le nombre de licenciés a été multiplié quasiment par dix ».
Les premiers succès de la section masculine du club arrivent  en 2006 lorsqu'elle  remporte la Coupe Paul Dejean après avoir battu le SU Cavaillon XIII en finale, sur le score de  30-23.
Peu de temps après, le club est relégué en «  division Fédérale »  (division Nationale 2). Lors de la saison 2010-2011, la section masculine  atteint, mais perd la finale contre l'AS Clairac XIII. La saison suivante, le club se qualifie encore pour la finale mais perd cette fois contre l'US Pujols XIII.

## Palmarès

### Palmarès masculin
- Coupe Paul Dejean (1) : 2006

### Palmarès féminin
- Élite 2 : championnes de France (2022)

## Personnalités et joueurs notables
En 2021, le préparateur physique de l’union Bègles Bordeaux en Top 14, Frédéric Marcérou, rejoint le club.
Des joueuses du club sont régulièrement sélectionnées en équipe de France ; ainsi, à la veille de la rencontre contre la Serbie en 2023, on compte dans les rangs tricolores Louise Marzin.